# Cappella Niccolina

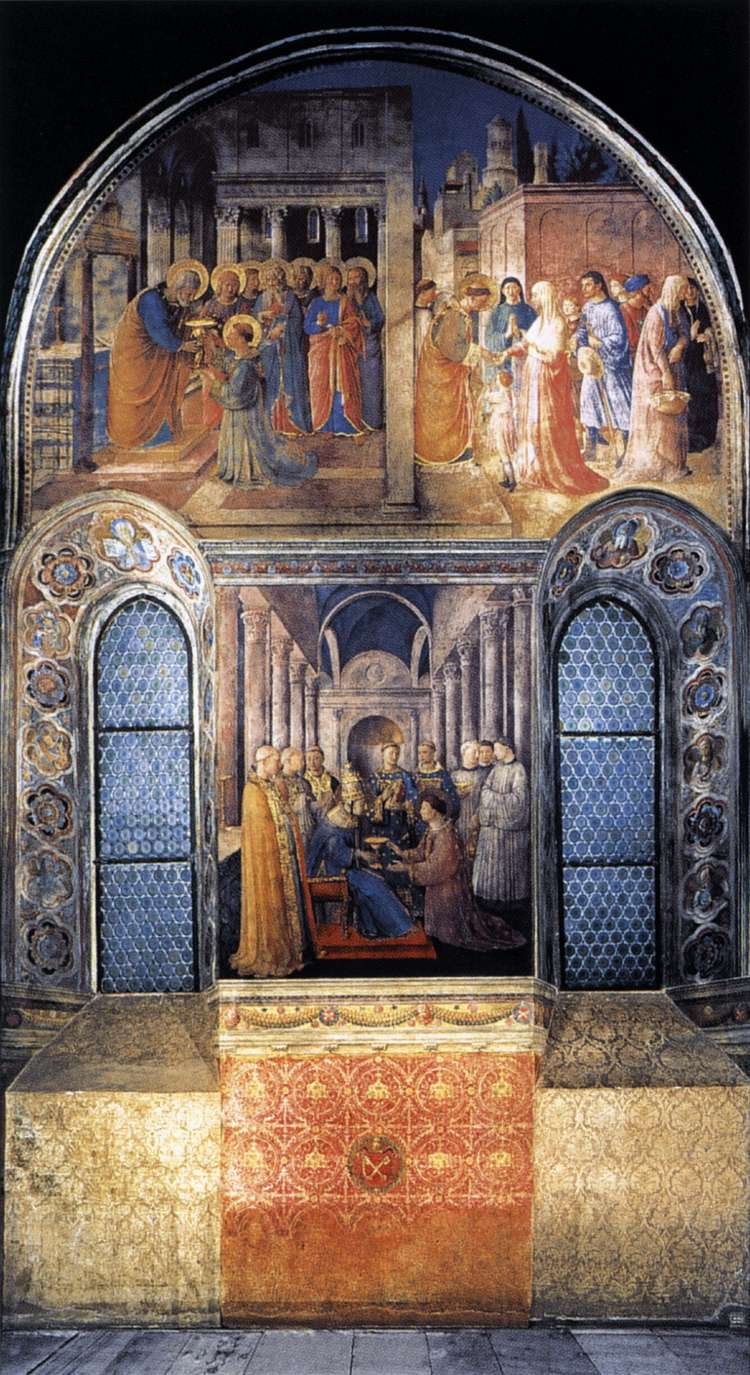
Parete sinistra

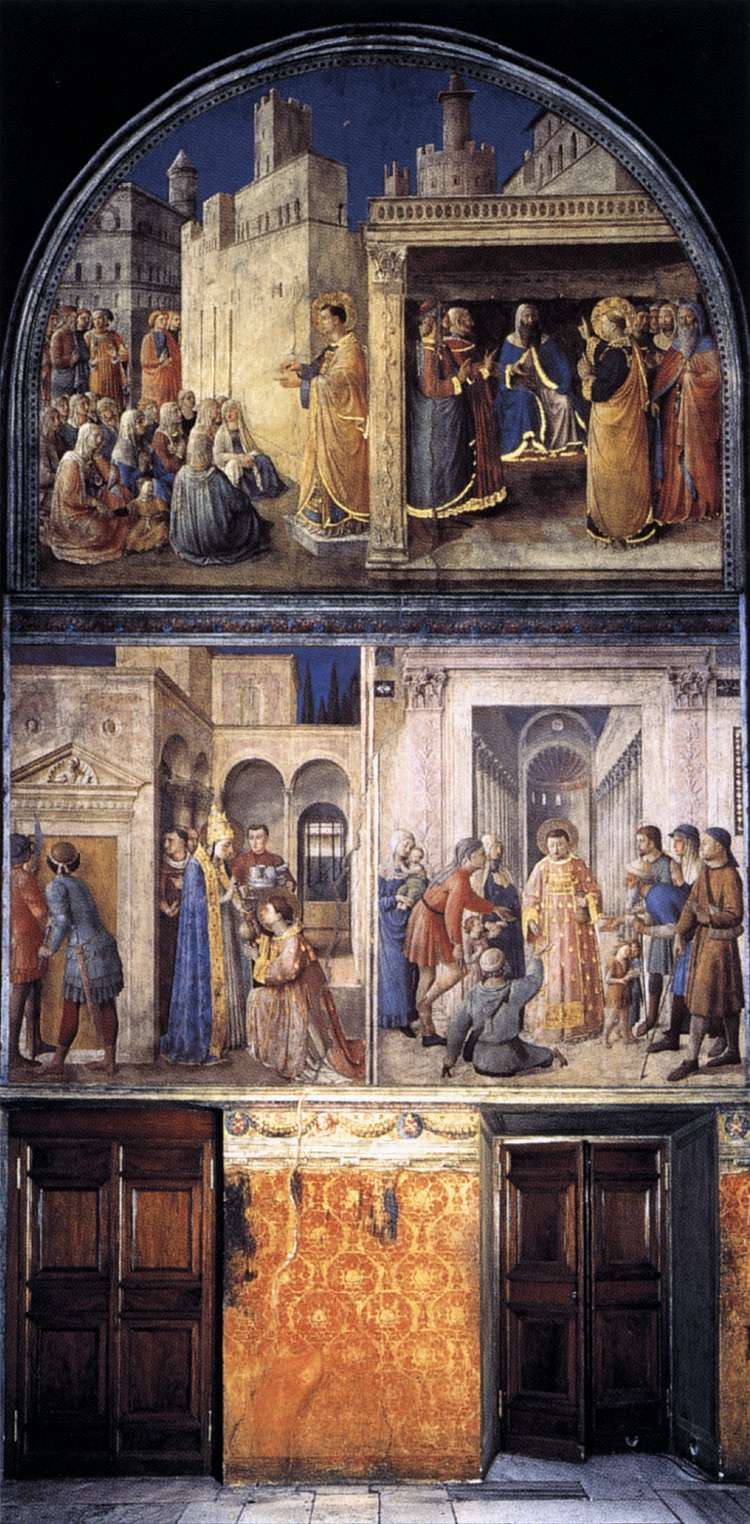
Parete centrale

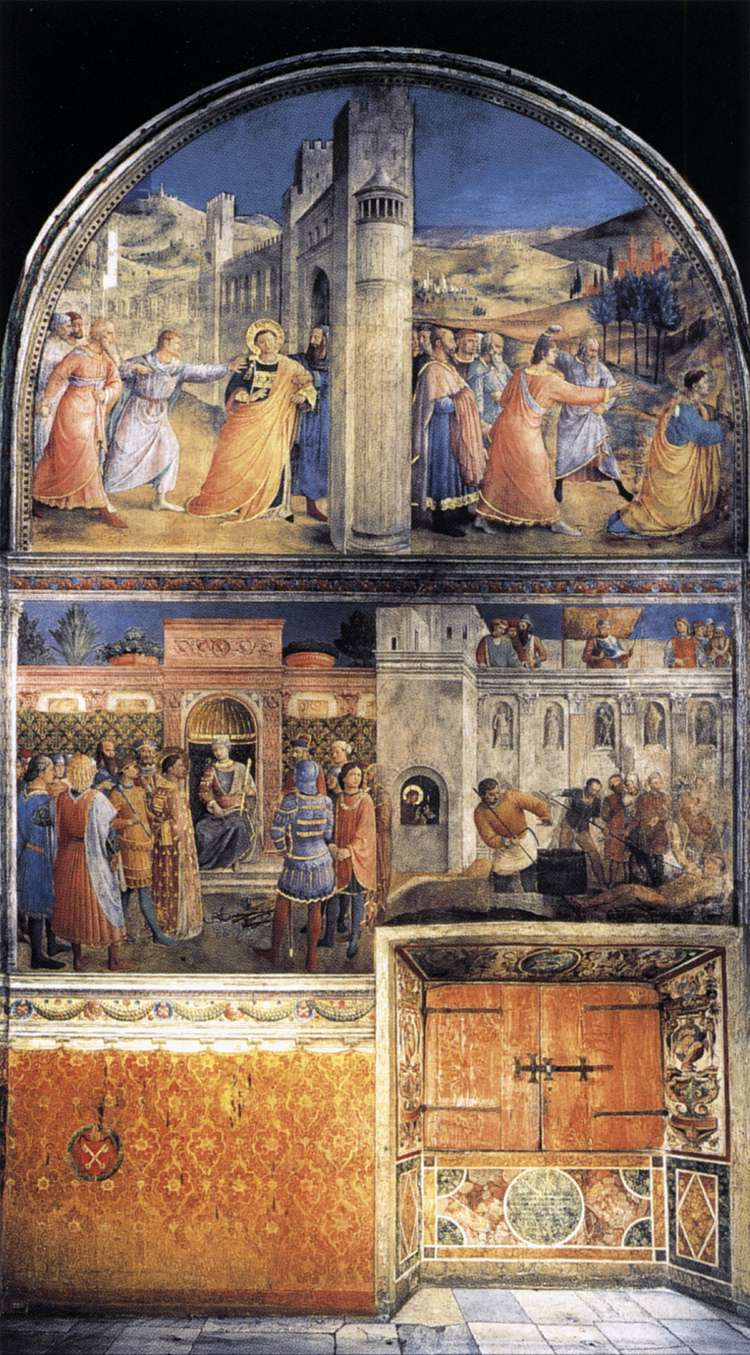
Parete destra

La cappella Niccolina è un ambiente affrescato nel palazzo Apostolico in Vaticano da Beato Angelico e aiuti (tra cui Benozzo Gozzoli), tra il 1447 e il 1448 circa. Si trova nella parte più antica del palazzo, nella torre di Innocenzo III, vicino alle Stanze di Raffaello, ed era la cappella privata degli appartamenti di Niccolò V.

## Storia
Beato Angelico venne chiamato a Roma nel 1445 da papa Eugenio IV, che lo aveva conosciuto personalmente nei suoi nove anni di soggiorno a Firenze. Del periodo tra il 1445 e il 1446 non restano tracce documentarie del lavoro dell'artista, che dovette riguardare una cappella nell'antica basilica di San Pietro, poi distrutta. 
Con l'elezione al soglio pontificio di Niccolò V (6 marzo 1447) sono registrati tre ordini di pagamento (datati dal 9 maggio al 1º giugno 1447) relativi agli affreschi della cappella privata del papa, forse iniziati già sotto Eugenio IV.
Nell'estate del 1447 l'Angelico ed i suoi collaboratori  ricevettero una dispensa per recarsi temporaneamente a lavorare ad Orvieto, nella Cappella di San Brizio, dove lasciarono due affreschi in altrettanti spicchi della volta, per fare ritorno a Roma a metà settembre. Entro la fine del 1448 la decorazione della cappella doveva essere terminata e il 1º gennaio 1449 l'Angelico ricevette la commissione di un nuovo lavoro, la decorazione del perduto studio-biblioteca di Niccolò V, che forse era attiguo alla cappella e che era probabilmente opera meno estesa e impegnativa, terminata entro il ritorno dell'artista a Firenze, nei primi mesi del 1450.

## Descrizione
La cappella Niccolina è a pianta rettangolare e consta di tre pareti, decorate ciascuna nel registro superiore da un grande lunettone con un affresco unico composto da due Storie di santo Stefano; il registro mediano è invece composto da due scene separate per parete con Storie di san Lorenzo, tranne la parete sinistra, con le finestre, che contiene una sola storia; il registro inferiore, dove si aprono alcune porte, è infine decorato da una finta tappezzeria verde, oggi in larga parte ridipinta successivamente con una predominanza di colori rosso e oro.
Le pareti sono di dimensioni uguali, ma l'arcone di entrata e quello che incornicia la parete centrale hanno uno spessore voltato a botte che dà origine alla forma rettangolare del pavimento; qui si trovano affrescati a grandezza naturale otto Padri della Chiesa sotto nicchioni architettonici dipinti (Tommaso d'Aquino, Ambrogio, Agostino e Bonaventura/Girolamo), mentre nel sottarco sotto l'altare si trovano i santi Atanasio, Leone Magno, Gregorio Magno e Giovanni Crisostomo. Negli sguanci delle finestre sono inseriti rosoni e medaglioni con santi, di mano di aiuti. Nella volta infine si trovano i quattro Evangelisti, seduti su nubi su sfondo azzurro stellato. 
Il Vasari descrive anche come sull'altare si trovasse una pala con la Deposizione, ma non si hanno tracce di quest'opera oltre la sua menzione.

### Elenco delle scene
Nelle lunette si trovano (da sinistra):
- Santo Stefano riceve il diaconato e distribuisce le elemosine
- Predica di santo Stefano e disputa nel sinedrio
- Santo Stefano condotto al martirio e lapidazione di santo Stefano

Nel registro mediano si trovano (da sinistra):
- Consacrazione di san Lorenzo come diacono
- San Lorenzo riceve i doni della Chiesa
- San Lorenzo distribuisce le elemosine
- San Lorenzo davanti a Valeriano
- Martirio di san Lorenzo

Esiste una precisa corrispondenza tra le storie delle lunette e quelle nel registro sottostante, che introducono un confronto diretto tra le vicende dei due santi diaconi.

## Stile
Gli affreschi della cappella Niccolina sono caratterizzati da figure solide, gesti pacati e solenni, e un tono generale più aulico dell'abituale sinteticità meditativa dell'artista. Essi sono profondamente diversi da quelli del convento di San Marco a Firenze (1440-1445 circa), per via della ricchezza di dettagli, di citazioni colte e di motivi più vari ispirati a principi di ricchezza, complessità compositiva e varietà. C’è sia una volontà di descrivere l’ambiente che la capacità di fermare l’immagine, quasi in maniera astratta. È un linguaggio posato, chiaro e maestoso con una componente che risente del rimescolamento culturale avvenuto per il Giubileo del 1450 e dunque della presenza a Roma di artisti fiamminghi. Un esempio può essere Jean Fouquet da Tours che realizzò il “Dittico di Etienne Chevalier” proprio negli stessi anni, impressionando molto la cultura del tempo, Piero della Francesca sulle sue opere lasciate a Roma costruì il suo universo artistico.  
Come è stato acutamente fatto notare da studiosi come Pope-Hennessy, le differenze non sono però da imputare a uno sviluppo nello stile dell'autore, quanto piuttosto alla diversa destinazione della decorazione: in San Marco gli affreschi dovevano accompagnare ed aiutare la meditazione dei frati, mentre in Vaticano essi dovevano celebrare la potenza e la vastità degli orizzonti intellettuali del papato, nell'impresa di rinnovare i fasti dell'antica Roma dopo il disastroso abbandono della città durante la cattività avignonese. 
Lo stile della cappella Niccolina sembra dopotutto preannunciarsi nelle vivaci narrazioni della predella della Pala di San Marco (1440-1443 circa) o in altre opere anteriori, magari predelle o opere minori, dove l'artista aveva potuto dare un più libero sfogo al proprio estro creativo.

## Galleria d’immagini

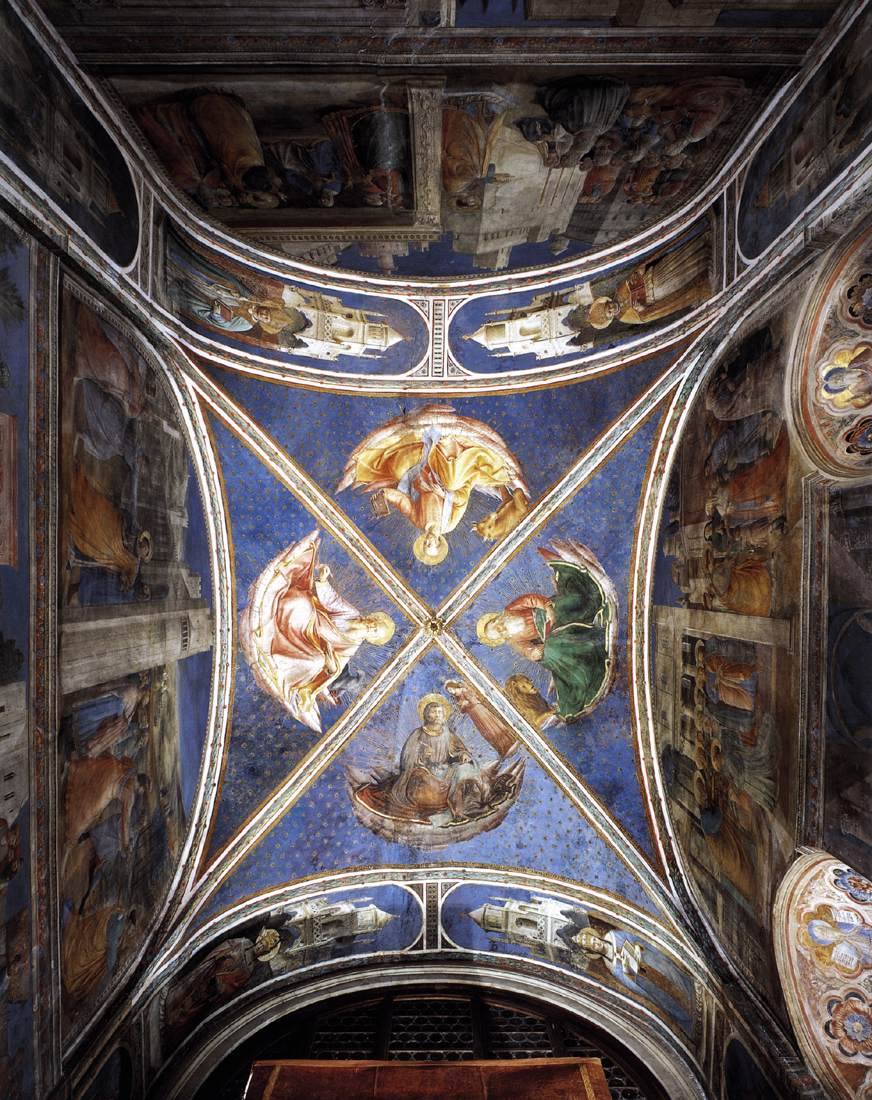
La volta con i quattro Evangelisti
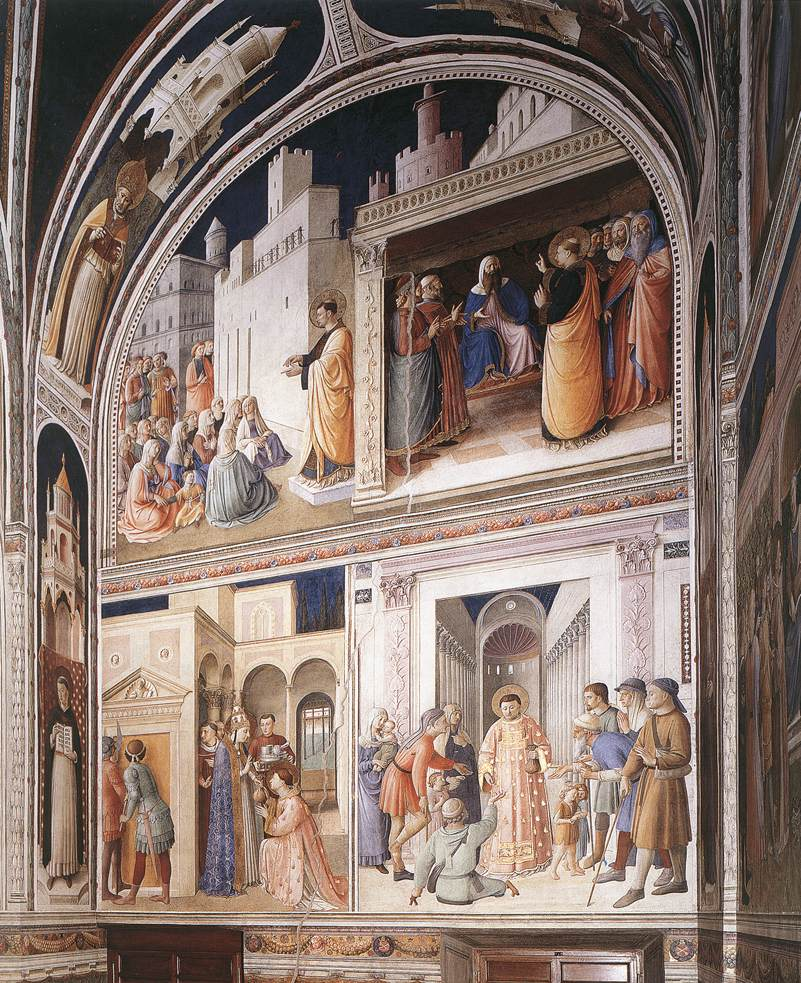
Veduta dei Padri della Chiesa
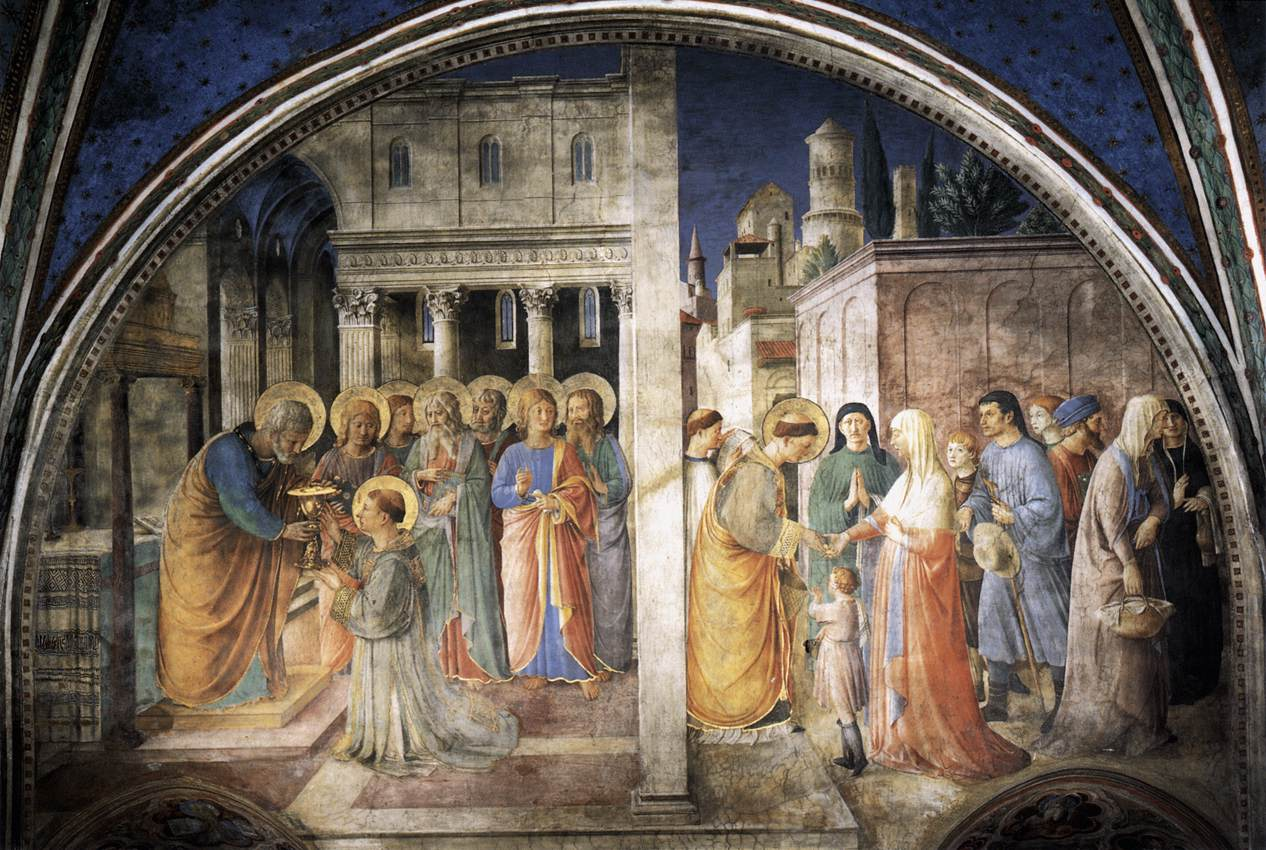
Santo Stefano riceve il diaconato e distribuisce le elemosine
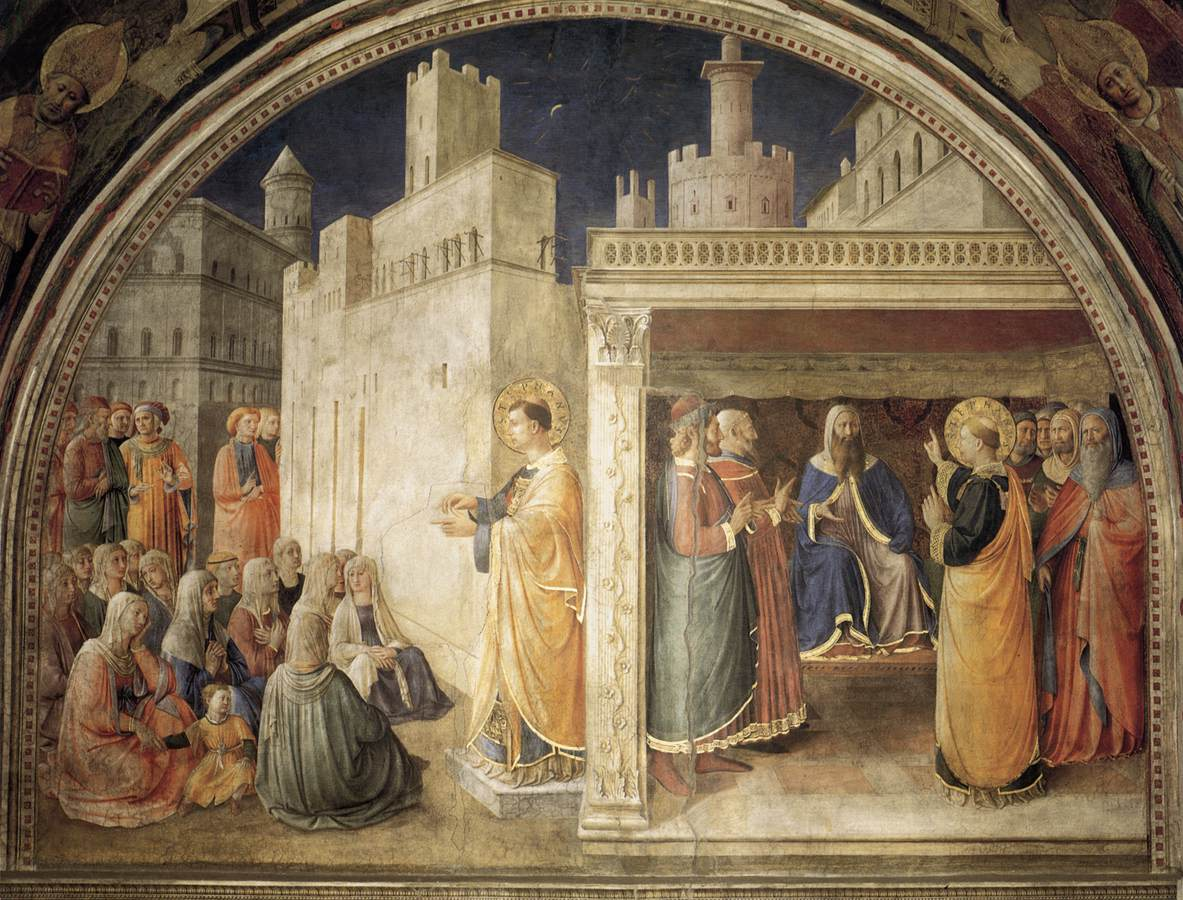
Predica di santo Stefano e disputa nel sinedrio
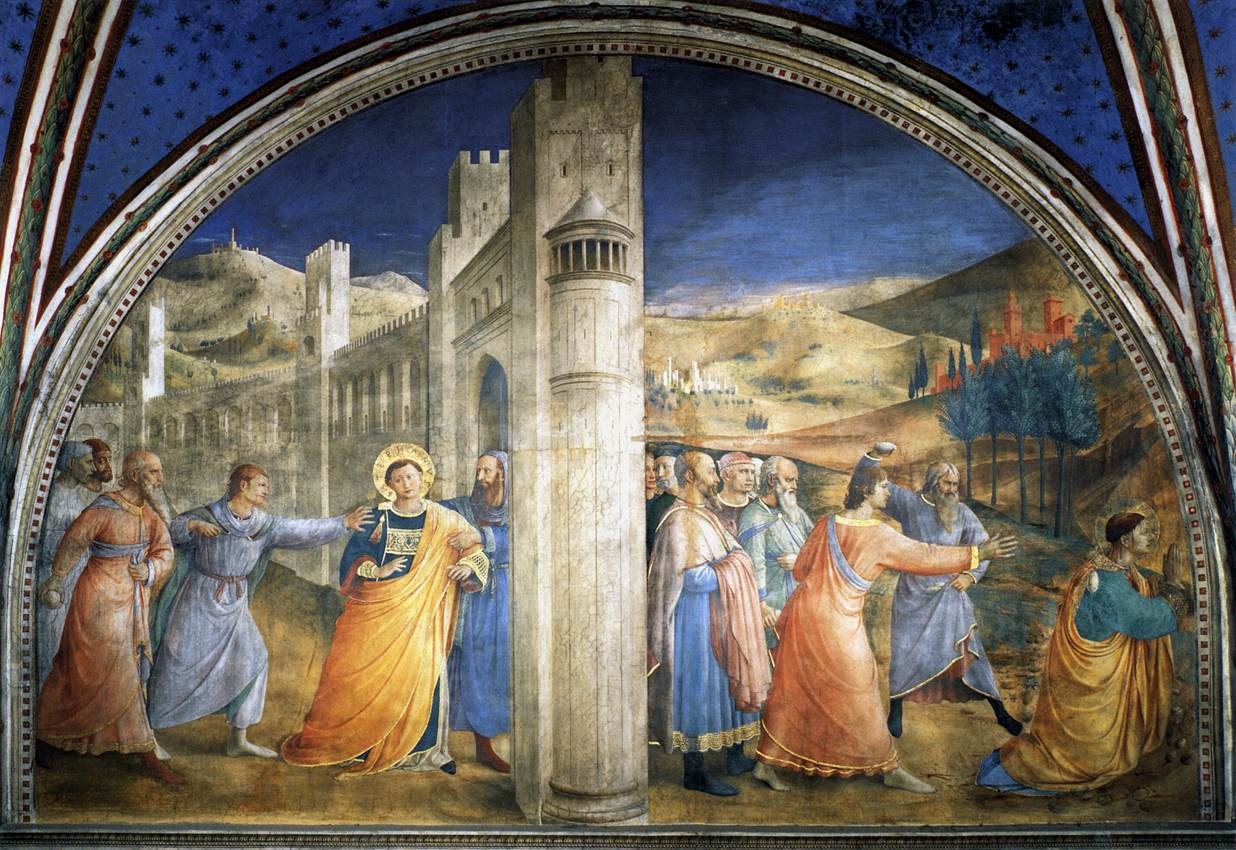
Santo Stefano condotto al martirio e lapidazione di santo Stefano
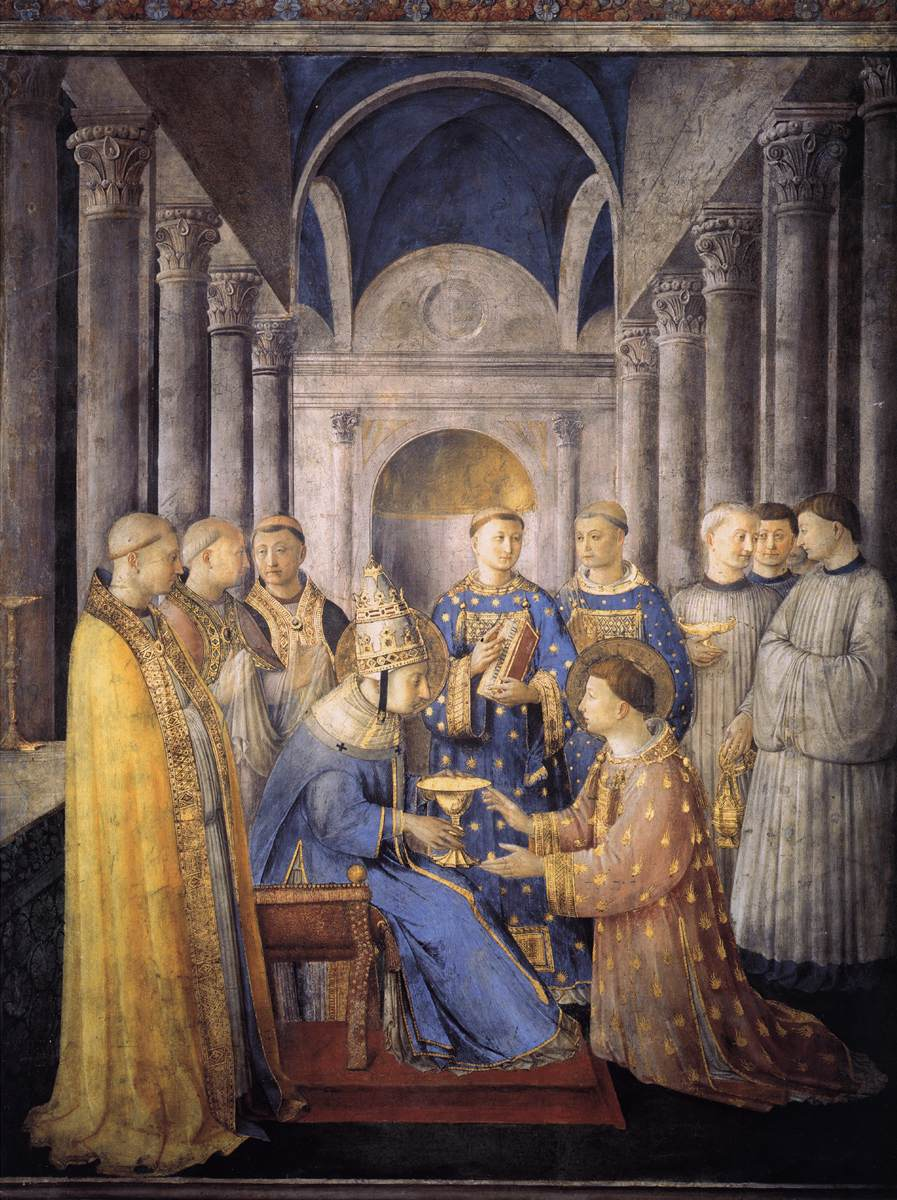
Consacrazione di san Lorenzo come diacono
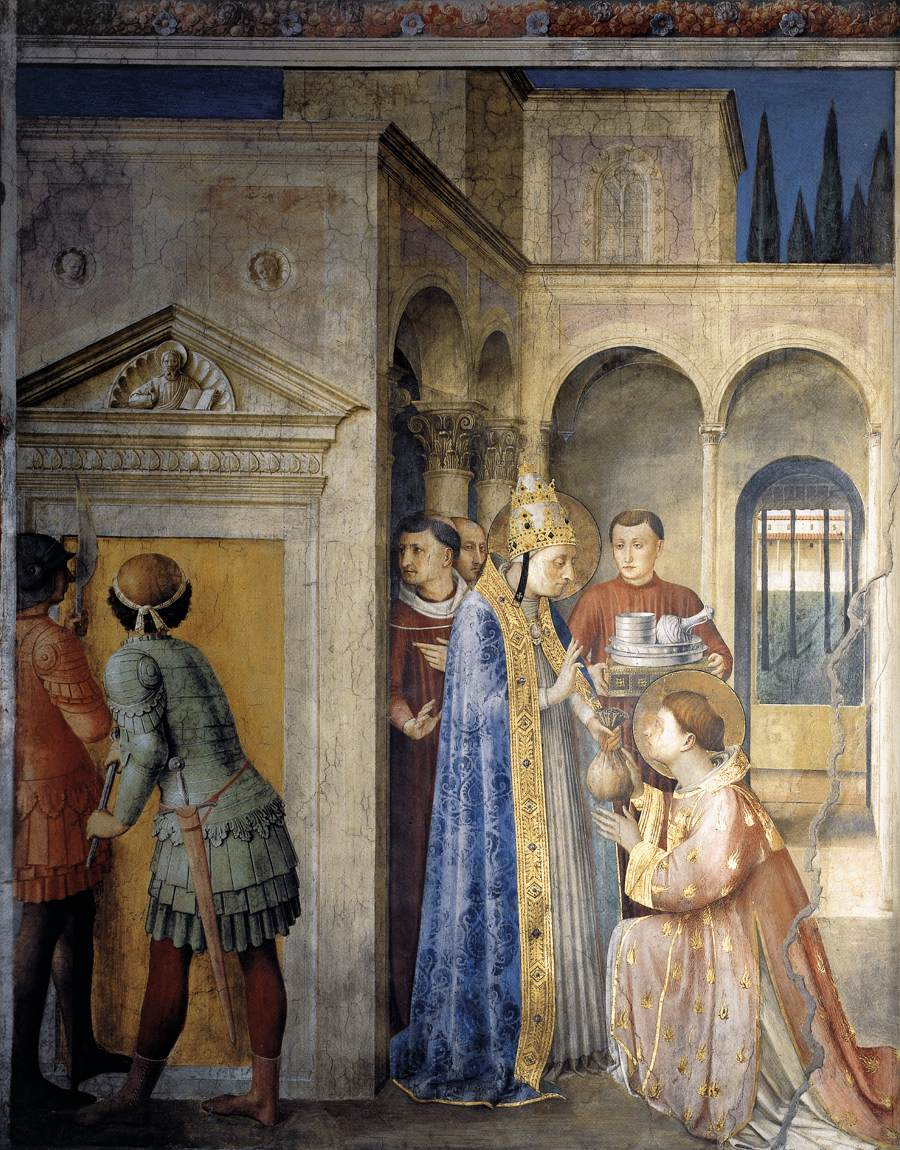
San Lorenzo riceve i doni della Chiesa
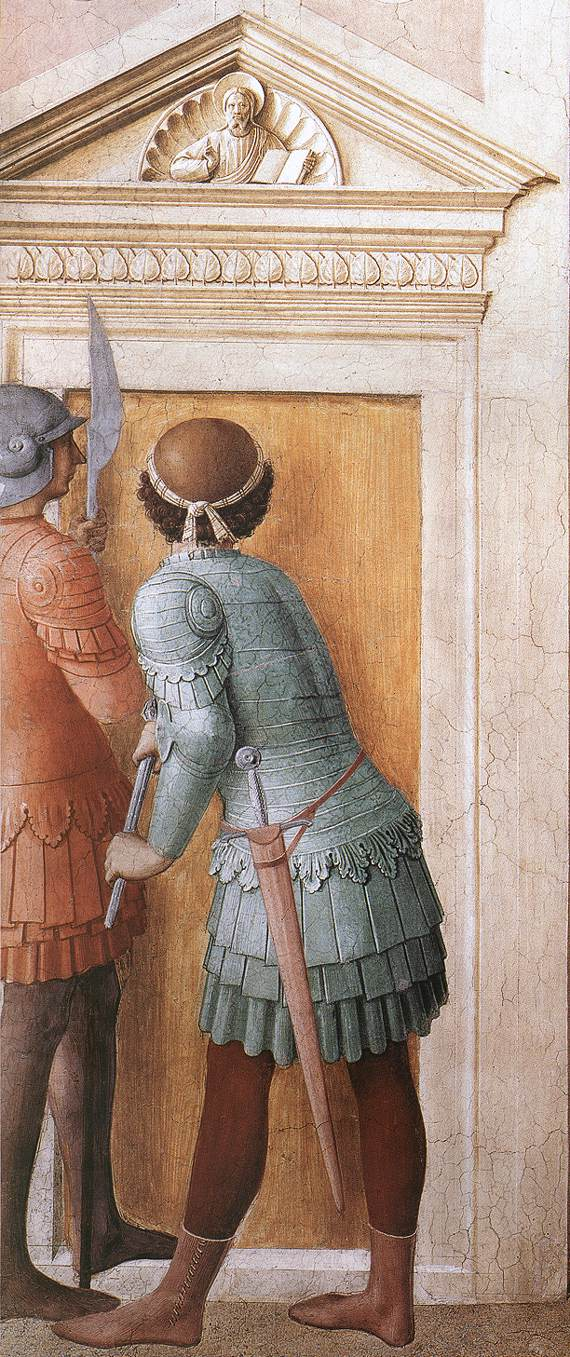
Dettaglio
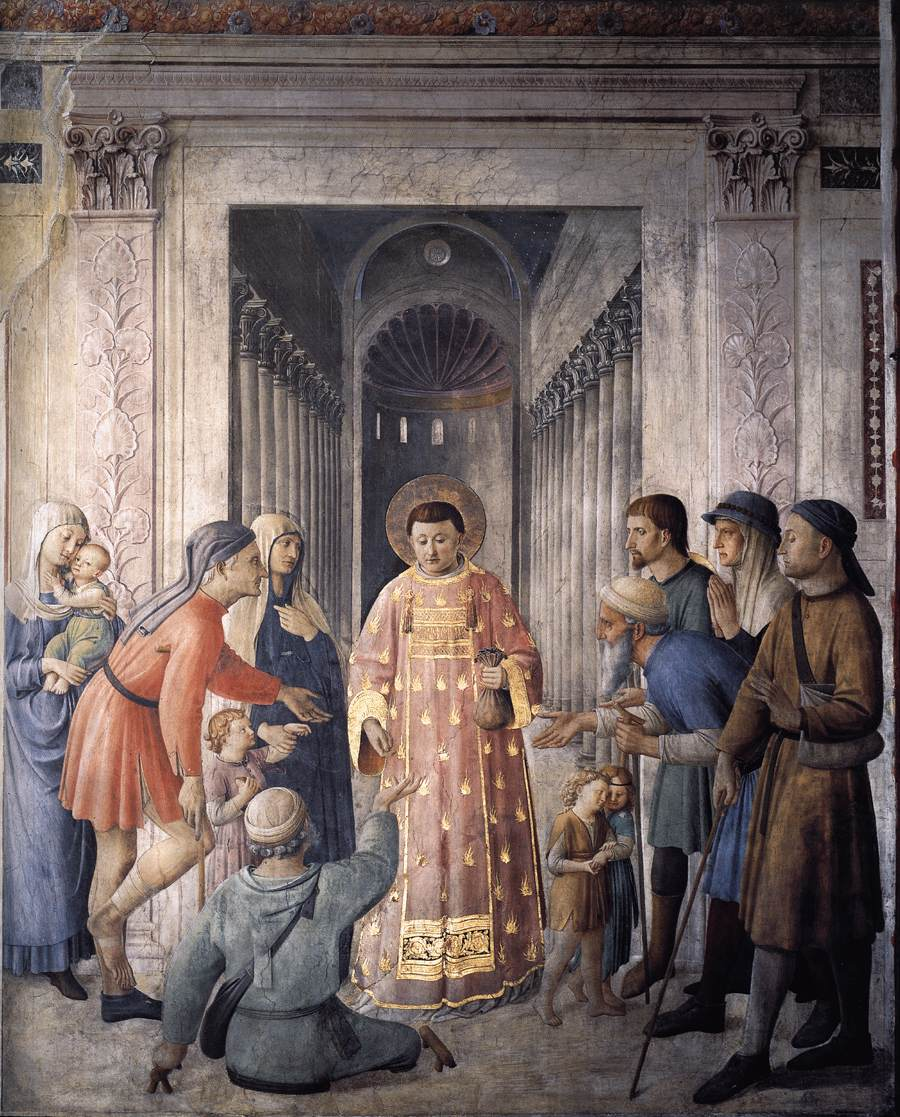
San Lorenzo distribuisce le elemosine
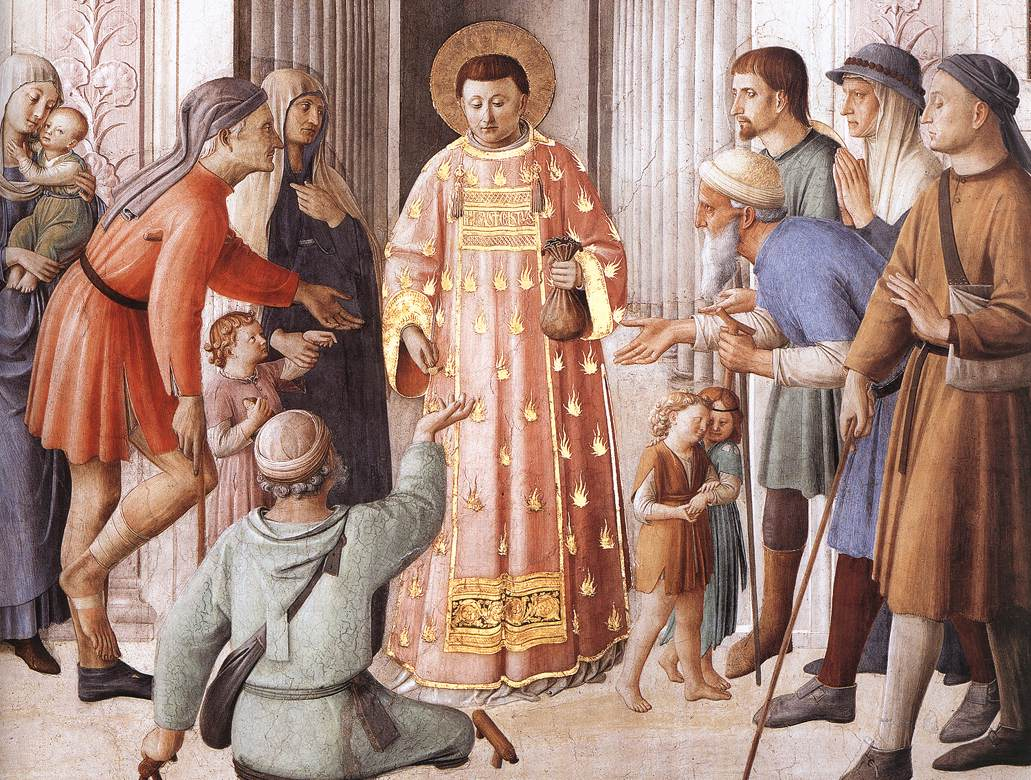
Dettaglio
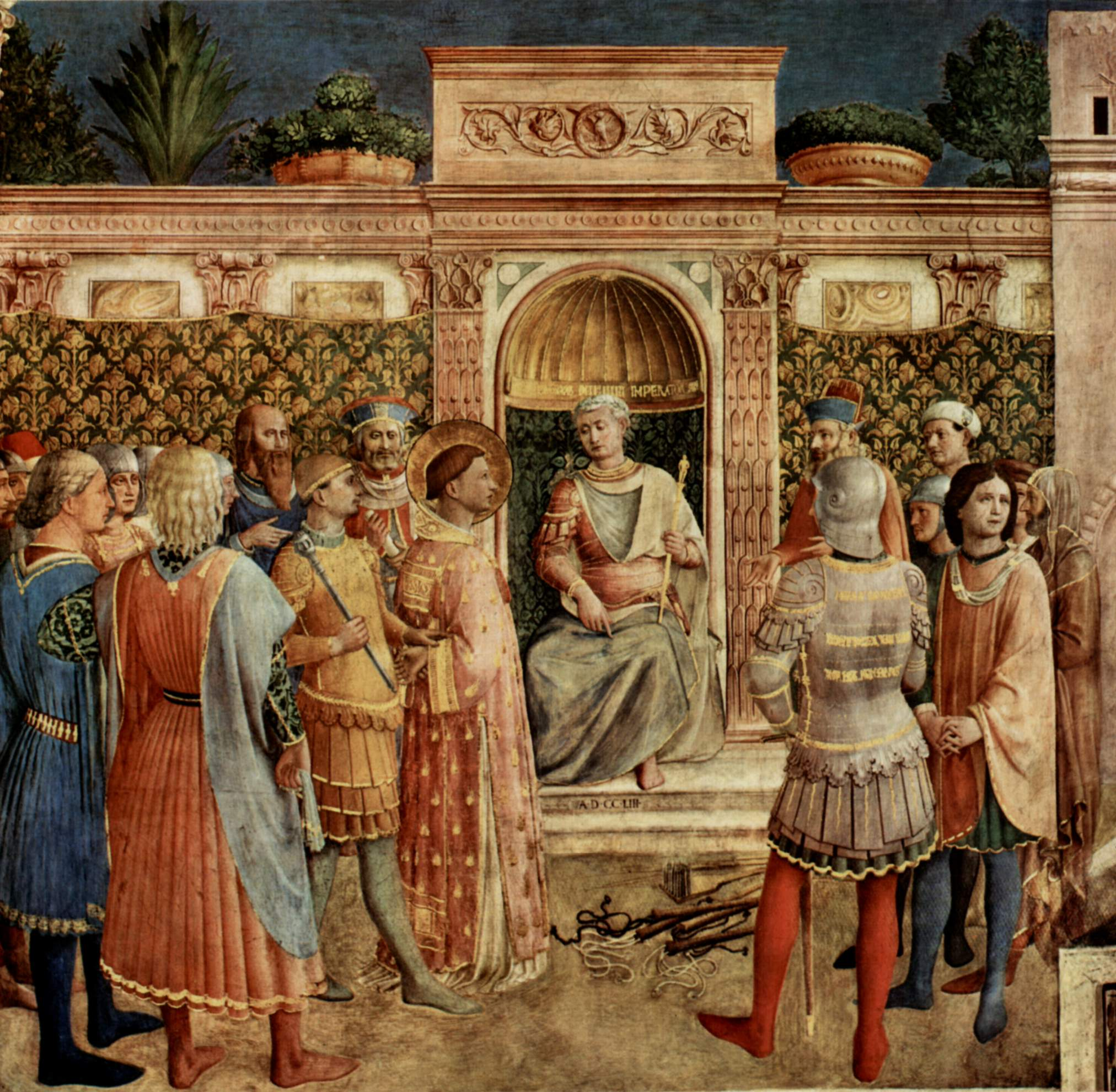
Valeriano condanna san Lorenzo
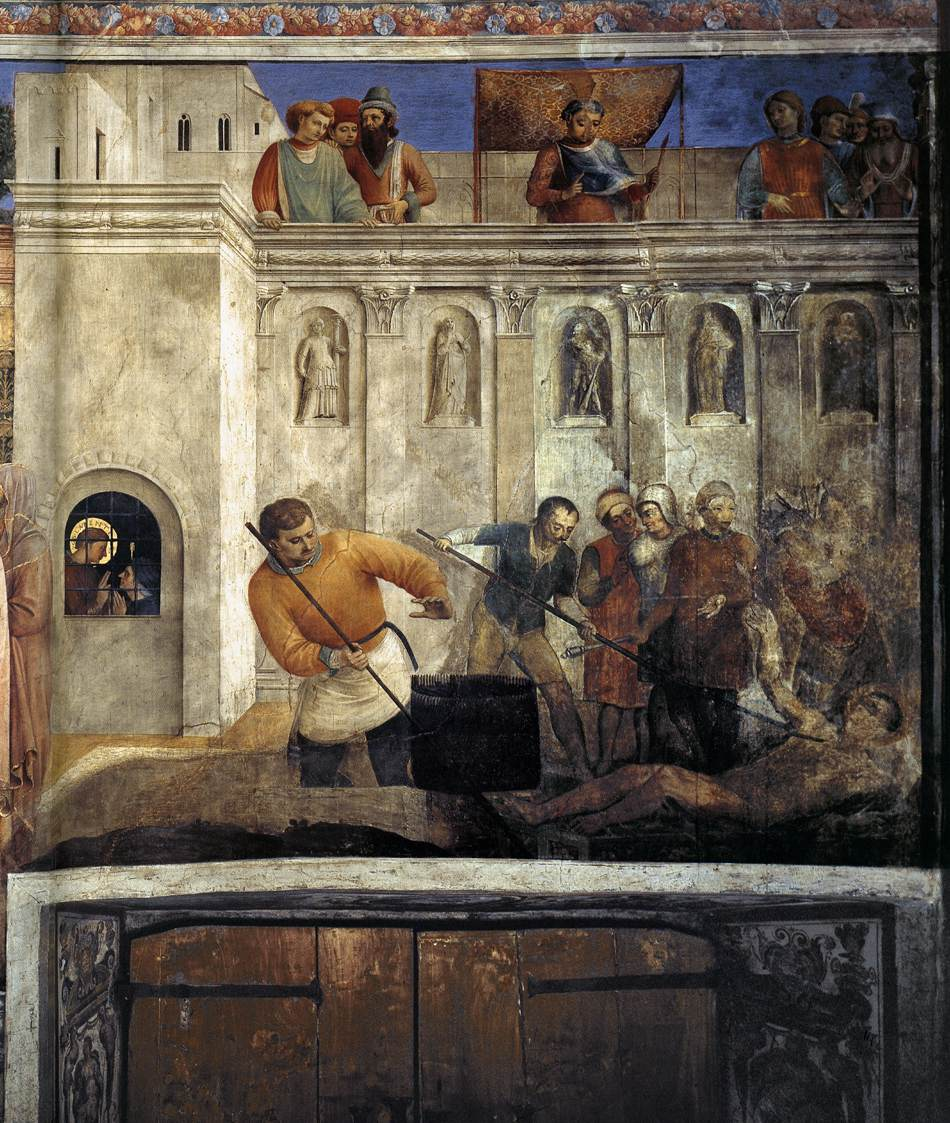
Martirio di san Lorenzo